# 躝癱
躝癱是一個香港俚語，常用咒罵人，一般認為是指一個人身體有毛病，不能夠使用雙腿步行，而要於地上爬行（即粵語的「躝」），與癱瘓的病人同樣的慘。
這個俚語見於香港著名藝人周潤發於1970年代的一齣無線電視劇集《網中人》，由他飾演的「發哥」在劇中用作咒罵別人的口頭禪。而自此之後，這個俚語便變成香港普遍用作咒罵別人的粗俗詞語。

## 傳聞

### 攔坦
躝癱與「攔坦」十分相似。追溯「攔坦」一詞，在華北地區等地方是解釋為用石頭堆高的石圍牆或者石籠，用以阻擋外來干擾或者猛獸侵襲，主要用於飼養家畜。也有俗語「站在攔坦之上唱山歌」，體現了昔日農民於休閒時候的娛樂。相反在香港，自從周潤發將這個詞語用作罵人後，變得街知巷聞，加上劇中的「發哥」表現得沒有文化修養，因此這個詞語在香港便變成用作批評一些「行事魯莽、沒有禮貌、沒有教養及沒有文化」的人。
此說尚未有正式文獻證實，攔坦一詞亦沒有殘障或形容身體狀況不佳之意，可能是推測附會。

### 蘭彈
據粵語正字書籍《正字正音》及《AM730》《字正詞嚴》專欄作者彭志銘的說法，躝癱本作蘭彈或蘭單；《辭源》的註釋是「疲輭鬆散貌」，清朝乾隆年間成書的《吳下方言考》記錄唐朝官員蘇頲的《詠死兔》詩：「兔子死蘭彈，將來掛竹竿，試移明鏡照，無異月中看。」該書注：「『彈』讀若『攤』，狀物之死而柔者，曰『蘭彈』。」。
書用所記的意義與現時粵語意義相近，此說似乎較前一說可靠，但仍未有定論。

## 引伸用法
後來，有香港人將這個俚語與巴基斯坦組合，變成「巴基躝癱」，用作取笑居港的巴基斯坦人，以至所有巴基斯坦籍人士。該俚語帶有嚴重侮辱及種族歧視的成份，情況與香港人叫印度人做「摩羅差」或「阿差」差不多。